# 少
 (octobre 2020).
Si vous disposez d'ouvrages ou d'articles de référence ou si vous connaissez des sites web de qualité traitant du thème abordé ici, merci de compléter l'article en donnant les références utiles à sa vérifiabilité et en les liant à la section « Notes et références ».
Ce kanji signifie « peu » ou « petit ». 
Il se lit すく（ない) (suku(nai)) ou すこ (し) (suko(shi)) dans la prononciation kun et しょう (shō) dans la prononciation on.
Exemples : 少 (chiisai) veut dire « peu » et 少し (sukoshi) veut dire « un peu ».
Son caractère Unicode est 5C11.